# 크레이들 투 그레이브
《크레이들 투 그레이브》(Cradle 2 The Grave)는 미국에서 제작된 안드레이 바르코비악 감독의 2003년 액션, 범죄 영화이다. 이연걸 등이 주연으로 출연하였고 조엘 실버 등이 제작에 참여하였다. 이 영화는 2003년 2월 28일 미국에서 개봉되었다.

## 출연

### 주연
- 이연걸
- 디엠엑스

### 조연
- 안소니 앤더슨
- 켈리 후
- 톰 아놀드
- 마크 다카스코스
- 가브리엘 유니온

## 기타
- 공동제작: 수잔 다우니
- 공동제작: 멜리나 키보키언
- 협력프로듀서: 리차드 미리쉬
- 협력프로듀서: 길 윌리엄스
- 미술: 데이빗 F. 클래슨
- 세트: 게리 페티스
- 의상: 하 뉴엔
- 배역: 마리 게일 아츠
- 배역: 바바라 코엔

## SBS 성우진 (2006년 1월 21일)
- 홍성헌 - 수 (이연걸)
- 김준 - 페이트 (디엠엑스)
- 장호비 - 마일즈 (드래그 온)
- 김영진 - 토미 (안소니 앤더슨)
- 조동희 - 아치 (톰 아놀드)
- 신성호 - 링 (마크 다카스코스)
- 윤성혜 - 다리아 (가브리엘 유니온)
- 한수림 - 소나 (켈리 후)
- 이재용
- 장은숙